# Närkes runinskrifter 31
Runinskrift Nä 31, eller Kung Sigges sten, är en vikingatida runsten i Södra Lunger i Götlunda socken, Arboga kommun i Närke. Den står i mitten av en skeppssättning på Lungeråsen.

## Stenen

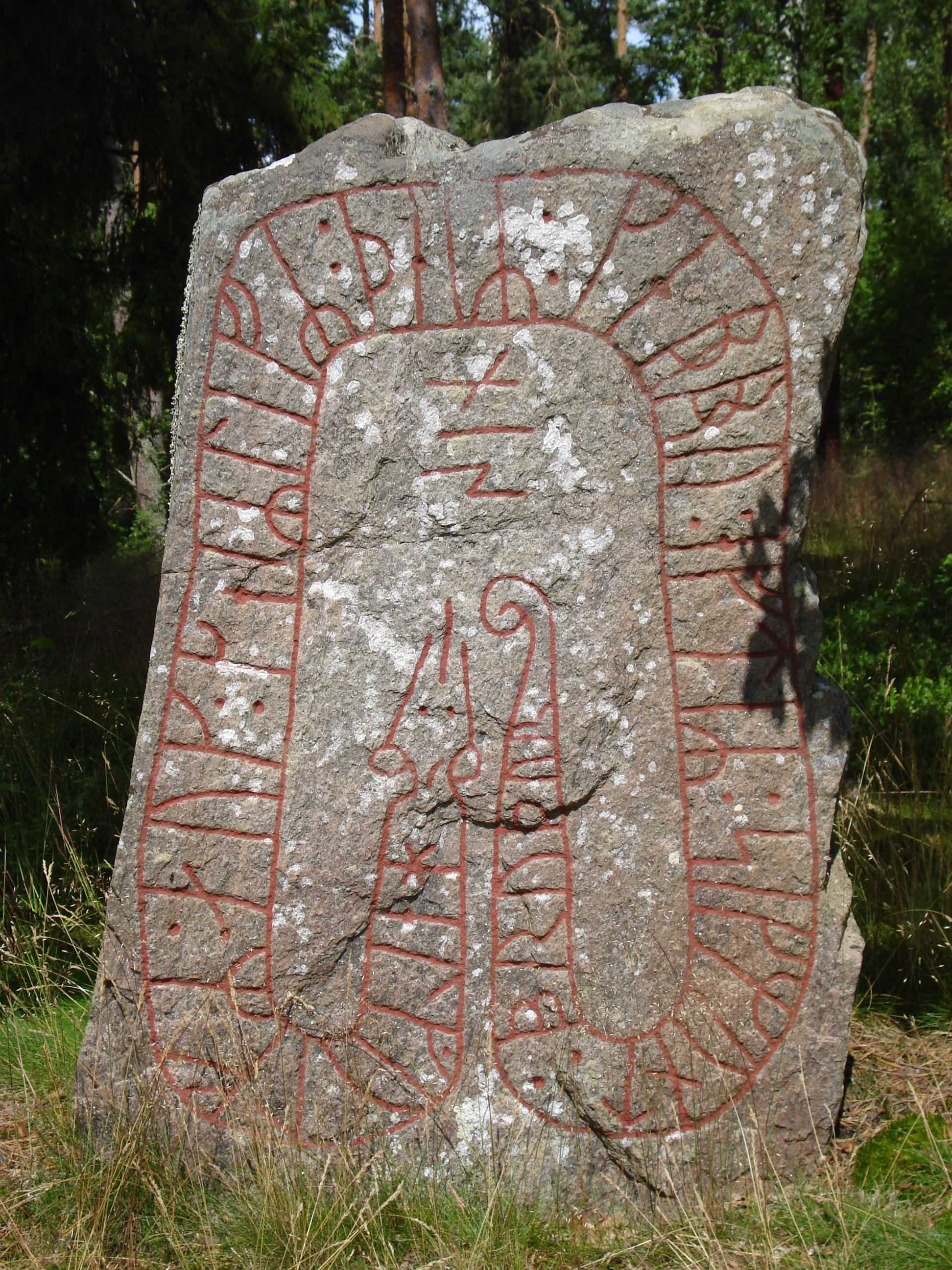
Kung Sigges sten

Stenen som restes på 1000-talet är placerad i mitten av en mindre skeppssättning och tillsammans bildar dessa ett monument över en man med namnet Sigmund. Monumentet står fortfarande där det ursprungligen restes i ett betydligt äldre gravfält, vars yngsta fornlämningar är från yngre järnåldern.
Stenen nämndes för första gången i skrift i en rannsakning från 1667 författad av dåvarande kyrkoherden i Götlunda, Samuel Hallman. Den står även med i en senare rannsakning från 1683, upprättad av en befallningsman. J. G. Hallman gjorde en teckning av stenen i början av 1700-talet som senare kom med i Johan Peringskiölds Monumenta. Hallman nedtecknade även att bönderna i trakten kallade stenen för Kung Sigges sten, vilket syftar på stenens Sigmund.
Runstenen står på Lungeråsens krön och längs med denna åskam löper en väg, som med tiden kom att korsa skeppssättningens östsida, varmed stenar flyttades bort för att ej ligga mitt i vägen. Dessa skador på skeppssättningen reparerades dock 1864.
Kung Sigges sten är av rödgrå granit och höjden 1,15 meter. Runornas höjd varierar mellan 4,5 och 15,5 cm och de är djupt huggna och välbevarade. Den från runor översatta inskriften lyder enligt nedan:

## Inskriften
Runor: 

Runsvenska: helgulfʀ : auk : keiʀlifʀ : þeiʀ : kerþu : eftiʀ : sigmunt : bruþur sin

Normaliserad: Hælgulfʀ ok Gæiʀlæifʀ þæiʀ gærðu æftiʀ Sigmund, broður sinn.

Nusvenska: "Helgulv och Gerlev de gjorde (minnesmärket) efter Sigmund, sin broder."

Stenen och skeppssättningen är alltså resta av Hælgulfʀ och Gæiʀlæifʀ efter deras döde bror Sigmundr. Inget av dessa namn var vanligt under vikingatiden.

## Ornamentiken
Stenens ornamentik utgörs av en runorm med text som börjar vid ormens huvud. Det sista ordet, sinn, har dock inte fått plats utan har istället placerats ett stycke utanför. På stenen finns en felristning, där ristaren, som är okänd till namnet, istället för att rista in kerþu för  gerðu, gjorde, ristat in keþru och sedan ristat över sitt misstag.